# Glaucostegus
Glaucostegus ist eine Rochengattung und wird wegen ihrer Körperform zur Gruppe der Geigenrochen gezählt.

## Merkmale
Die Glaucostegus-Arten sind mittelgroße bis große Rochen mit einer Maximallänge von über 3 Metern. Der haiähnliche Rumpf ist stark abgeflacht, die aus Rumpf und Brustflossen bestehende Körperscheibe keil- oder schaufelförmig. Die Haut der Fische ist mit kleinen Placoidschuppen besetzt. Kleine Dornen finden sich entlang der Rückenmittellinie, in der Nähe der Augen, auf den „Schultern“ und manchmal auch auf der Schnauze. In der Regel sind die Dornen bei Jungfischen kräftiger entwickelt als bei älteren Tieren. Die zwei ähnlich geformten Rückenflossen sind deutlich getrennt und liegen hinter dem Ende der Bauchflossen. Der Schwanz ist abgeflacht und hat im unteren Bereich beider Seiten je eine längs laufende Hautfalte. Beide Hautfalten treffen an der Basis des nur wenig entwickelten unteren Schwanzflossenlobus zusammen. Die Schwanzflosse ist klein. Die schrägen Nasenöffnungen stehen nah beieinander und sind länger als ihr Abstand zueinander.
Auf der Rückenseite sind die Tiere einfarbig bräunlich oder grau. Die Bauchseite ist hauptsächlich weiß, schwarze Flecken sind manchmal auf der Schnauzenunterseite vorhanden. Auffälligstes Merkmal der Gattung ist die unterschiedliche Färbung von Rostrum und Schnauze. Der stabförmig nach vorn gerichtete Knorpel hat die gleiche Farbe wie das übrige Tier, während die Haut seitlich rechts und links vom Rostralknorpel hell, fast transparent ist.

## Arten
- Schwarzkinn-Geigenrochen (Glaucostegus cemiculus (Geoffroy St. Hilaire, 1817)), Typusart
- Glaucostegus granulatus (Cuvier, 1829)
- Halavs Geigenrochen (Glaucostegus halavi (Forsskål, 1775))
- Glaucostegus microphthalmus (Teng, 1959)
- Glaucostegus obtusus (Müller & Henle, 1841)
- Glaucostegus petiti (Chabanaud, 1929)
- Glaucostegus spinosus (Günther, 1870)
- Glaucostegus thouin (Anonymous [Bennett], 1798)
- Glaucostegus typus (Bennett, 1830) Glaucostegus typus

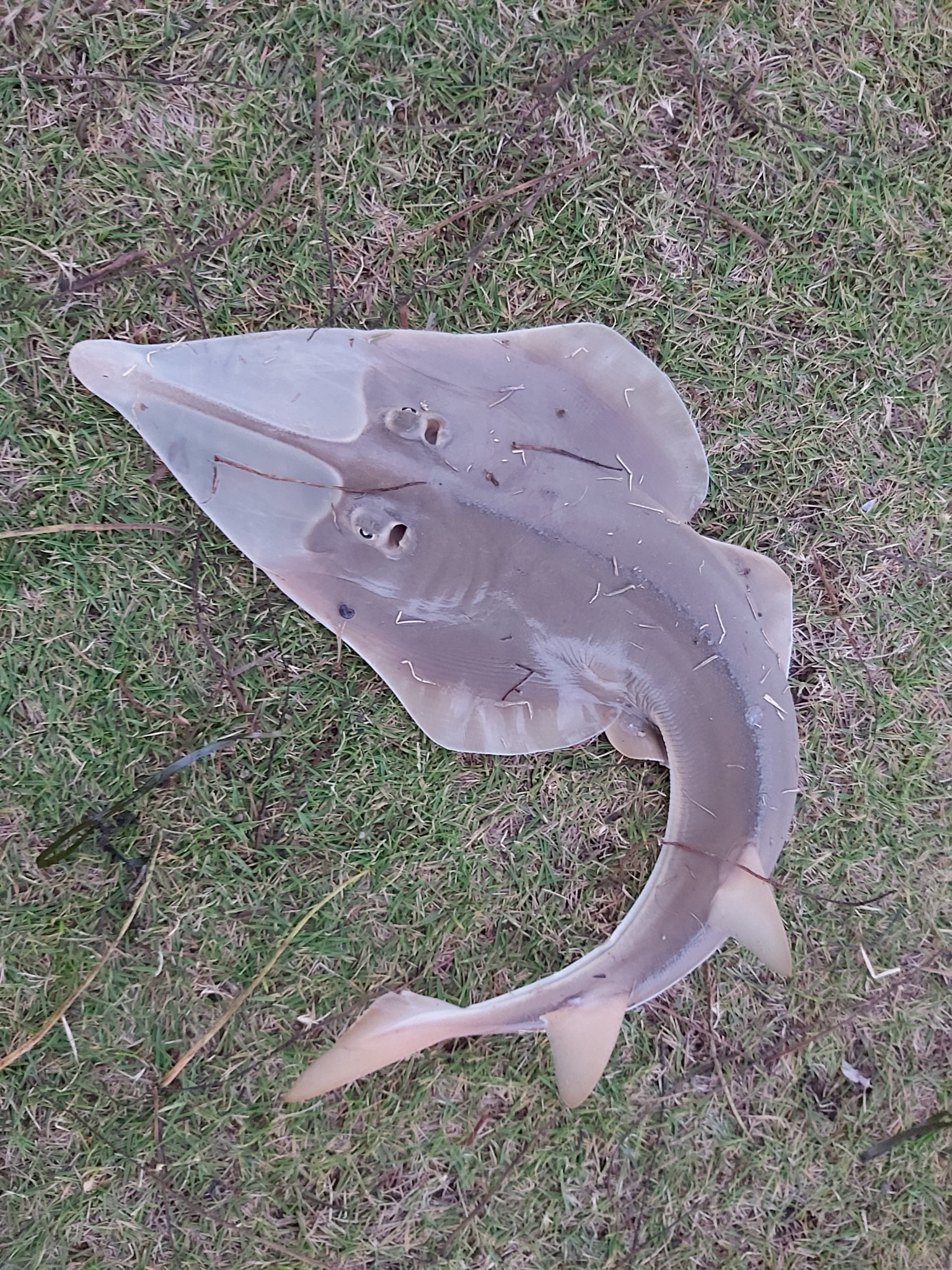
Glaucostegus typus

- Glaucostegus younholeei Habib & Islam, 2021[2]

## Systematik
Die Gattung Glaucostegus gehörte ursprünglich zur Familie Rhinobatidae, der sie in ihrer Körperform stark gleicht. Da sie nach molekulargenetischen Untersuchungen aber die Schwestergruppe der Sägerochen (Pristidae) ist, wurde im Jahr 2016 die Familie Glaucostegidae eingeführt, mit Glaucostegus als einziger Gattung. Synapomorphien die die Gattung von den Rhinobatiden unterscheiden sind die großen, fast querstehenden Nasenöffnungen (klein und leicht schräg stehend bei den Rhinobatiden) und weitere Details der Anatomie der Nasenöffnungen.